# Дом-музей Г. С. Шпагина
Дом-музей Г. С. Шпагина — расположенный в городе Вятские Поляны мемориальный дом-музей конструктора-оружейника Г. С. Шпагина.

## История
Здесь жил в 1941—1952 годах конструктор-оружейник Георгий Семёнович Шпагин, создатель автомата ППШ.
В Вятские Поляны он приехал в ноябре 1941 года — после начала Великой Отечественной войны — вместе с эвакуированным из Подмосковья заводом № 367 Наркомата вооружения СССР ставшим здесь Вятско-Полянским машиностроительным заводом «Молот». Коллектив завода размещали в городе и близ лежащих деревнях, Шпагину с семьёй был выделен этом дом.
В 1966 году дом был признан памятником истории регионального значения.
Мемориальный музей в доме был открыт 7 августа 1982 года.

## Описание
Домишко старенький с сиренью под окном,
В изгиб реки глядит с прибережных скатов,
Здесь жил когда-то со своей семьёй
Конструктор знаменитых автоматов.
Хочу сказать о человеке том,
О ком, казалось, сказано немало,
С завода он являлся в этот дом
И у окна курил табак устало.
Рубленный дом расположен на берегу реки Вятки на западном склоне Поваренного лога. Дом 1915 года постройки.
Три небольшие комнаты — зал, комната дочек, кабинет Шпагина и тут же его спальня.
В музее экспонируются вещи, принадлежавшие Шпагину, экспозиция рассказывает о его жизни, заводе, автомате.